# Кашан (Іран)
Каша́н (перс. کاشان) — місто в Ірані, в остані Ісфаган. Центр однойменного шахрестана. Населення 201,4 тис. жителів (1997). Залізнична станція на лінії Тегеран — Бам.
Великий центр художніх промислів, розвинений туризм. Є університет і медичний інститут. Є університет і медичний інститут.
Численні пам'ятники архітектури: мечеть Мейдан (1224, перебудована в 1463), мінарет Зейноддін (1073), мавзолей Імамзаде Хабіб ібн Муса (1269) з гробницею шаха Аббаса I (1629), а також кілька палаців аристократії XIX століття (нині музеї).

## Відомі особистості
- Ібн ар-Раванді (827/855/864-906/910) — арабський мислитель і літератор
- Сограб Сепегрі (1928—1980) — іранський поет, художник, філософ.